# Platygaster flavifemorata
Platygaster flavifemorata är en stekelart som beskrevs av Peter Neerup Buhl och Choi 2006. Platygaster flavifemorata ingår i släktet Platygaster och familjen gallmyggesteklar. Inga underarter finns listade i Catalogue of Life.